# 징고이즘

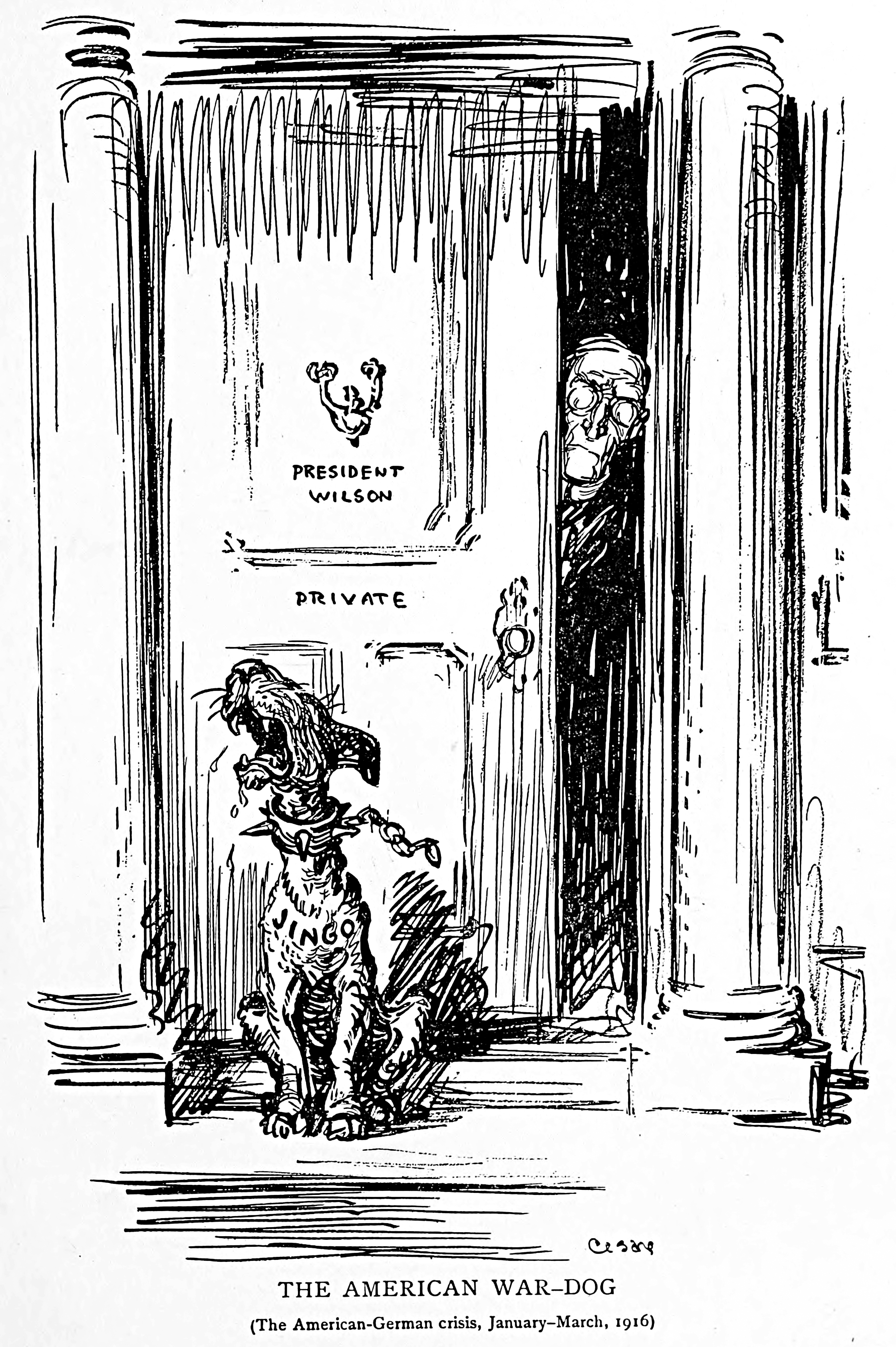

징고이즘(jingoism)은  공격적인 외교정책을 만들어 내는 극단적이고 맹목적이며 배타적인 애국주의 혹은 민족주의를 말한다. 자신의 집단(국가,민족)을 다른 집단보다 우월하다고 여기며 특히 자신의 집단적 이해를 위해 다른 집단들에 대해 실제적 위협을 가하거나 위협적 행위를 보이는 것등을 일컫는다.
19세기 미국에서는 이러한 맹목적 애국주의 태도가 등장하기 시작했는데 그예로 1898년 미국 해군 메인 함의 침몰한 사건에 의해 야기된 스페인과 미국간의 전쟁을 정당화한  미국 대중 간에 나타났던 맹목적이고 미국 중심적인 이해에 의한 호전적 여론이 있다.

## 어원
영국의 빅토리아 시대에 러시아는 유럽의 질서를 위협하는 존재로 여겨졌으며 특히 영국의 인도에 대한 이해 관계에 영향을 끼쳤다. 이러한 상황은 1878년 러시아-투르크전쟁이 일어나게 되는 국제적 위기를 초래했으며 베를린 회담에서 당시 서구 강대국간의 이해에 의한 합의가 이루어졌다. 이로 인해 불가리아가 다시 재건되게 끔하는 등의 결과를 가져왔는데 이런 과정에서 러시아에 대한 강경책을 주장하는 서구 강대국들의 관점 특히 영미권 대중적 여론몰이가 이루어졌다. 이는 이후 영미권 문화의 우월성과 이익을 반영하는 맹목적 확신에 의한 행동을 표현하는 용어로 자리잡게 되었다.

## 가사
We don't want to fight, but by jingo!
If we do, we've got the ships,
we've got the men, we' ve got the money, too!

싸우고 싶지 않다, 그러나 징고(예수)의 뜻이라면!
싸우겠다면 싸우자, 우리에겐 배도 있고,
군대도 있고, 돈도 있다!

1877∼78년 러시아-투르크전쟁 때 G.H.맥더모트와 G.W. 헌트에 의해 만들어진 노래가 대중에게 인기를 끌게 되었는데, 노랫말 속에는 "우리는 싸우길 원치 않는 다네 다만 우리가 원한다면 징고에 의해서이지"라는 대목이 있다. 여기서 징고(Jingo)는 '예수(Jesus)'라는 의미이다.
징고이즘이라는 용어는 조지 홀리오크의 1878년 3월 13일에 《데일리 뉴스》지에 기고한 글에서 처음으로 사용되었다.

## 용어의 사용
- 미국 대통령 시어도어 루스벨트는 징고이즘을 정치적으로 이용한 대표적 인물로 손꼽힌다.

| “ | 징고이즘에 대한 많은 이야기가 있는 줄로 안다. 만약 징고이즘이란 의미가 미국인들이 다른 외국의 세력들에 대항해 우리의 이익을 위한 해결법과 상식을 견지하는 정책을 의미한다면 우리는 징고들이 맞다 | ” |
|   | — 1895년, 뉴욕 타임스 인터뷰 |   |

## 같이 보기
- 쇼비니즘
- 국수주의